# Robert le Diable

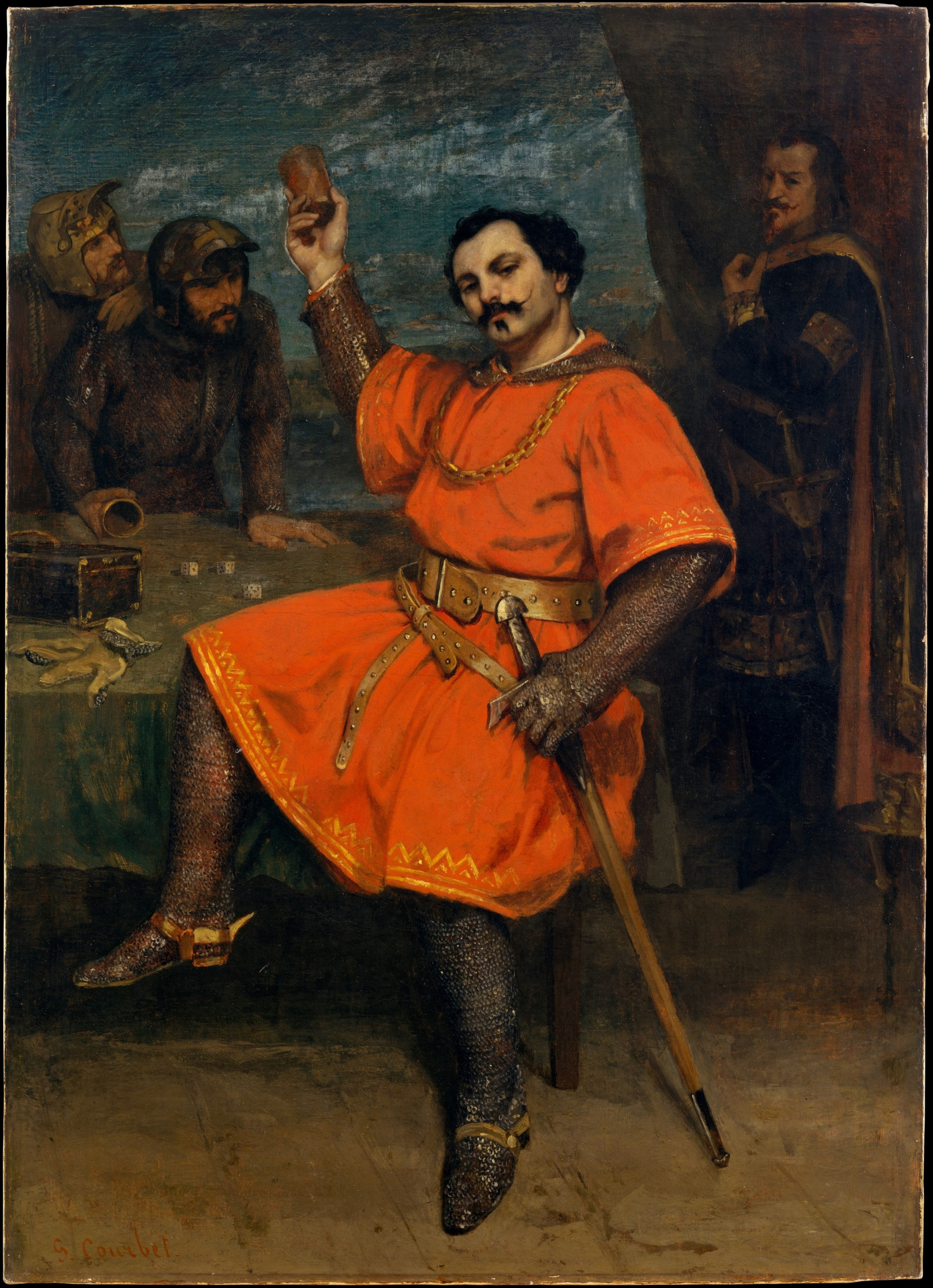
Louis Guéymard i titelrollen. Målning av Gustave Courbet, 1857.

Robert le Diable (svenska: Robert av Normandie) är en grand opéra i fem akter med musik komponerad mellan 1827 och 1831 av Giacomo Meyerbeer och libretto författad av Eugène Scribe och Germain Delavigne. Robert le Diable hade premiär den 21 november 1831 på Parisoperan och anses som en av de första grand opéra där. Den har endast en ytlig koppling till den medeltida legenden om Robert Djävulen. Operan blev en omedelbar succé från start; den dramatiska musiken, harmonin och orkestreringen, den melodramatiska handling, sångarstjärnorna och de sensationella sceneffekterna framtvingade Frédéric Chopin, som närvarade vid premiären, att utbrista: "Om liknande praktfullhet någonsin setts på teater, så tvivlar jag att den nådde upp till den glans som i Robert... Det är ett mästerverk... Meyerbeer har gjort sig själv odödlig". Robert blev startskottet på kompositörens karriär, befäste Scribes berömmelse och lanserade den nya operachefen Louis-Désiré Véron som en förkämpe för den nya operagenren. Verket påverkade också balettens utveckling, och nämndes och kommenterades ständigt i samtida fransk litteratur.
Robert fortsatte som favorit på operahusen över hela världen under 1800-talet. Efter att ha varit försummad en tid fick den en renässans mot slutet av 1900-talet.

## Om operan

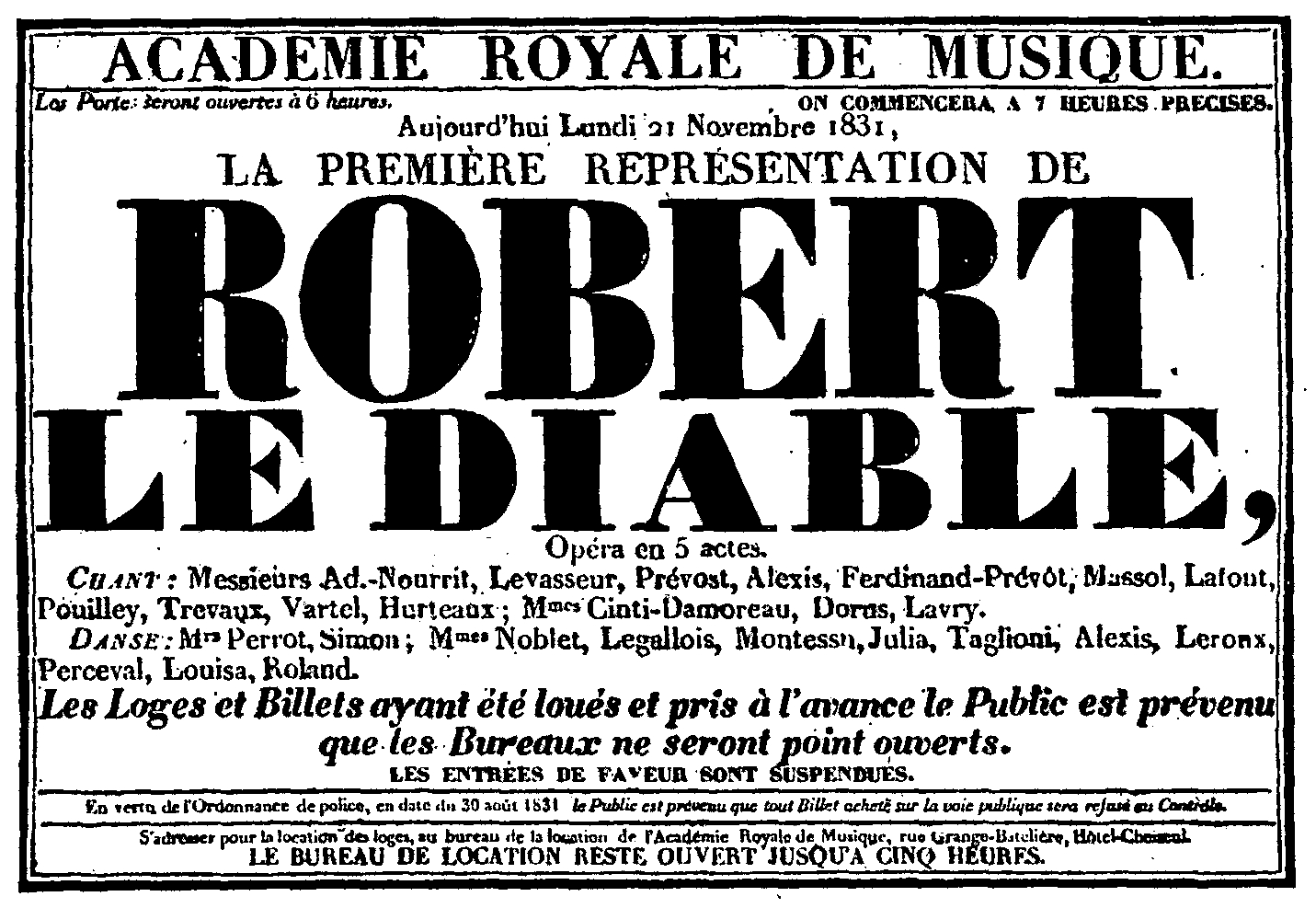
Affisch för premiären av Robert le Diable den 21 november 1831.

Giacomo Meyerbeers hade i ungdomen studerat i Tyskland men mellan 1816 och 1825 befann han sig i Italien. Där studerade han opera, som på den tiden dominerades av Gioachino Rossini, och komponerade sina egna italienska operor, vilka var måttligt framgångsrika och uppfördes i andra europeiska länder. Framgången med Il crociato in Egitto (1824) över hela Europa, inklusive i Paris 1825, övertygade Meyerbeer (som redan var 33 år) att slutligen bege sig till Paris för att försöka få tag i ett lämpligt libretto till en opera som skulle göra succé i staden.
Första gången som Meyerbeer nämner Robert le diable i sin dagbok är 1827. Dagstidningen Journal de Paris tillkännagav den 19 april 1827 att librettot av Scribe och Delavigne hade godkänts av censuren och att "musiken ska anförtros till en kompositör M. Meyer-Beer, som redan åtnjuter ett gott rykte i Tyskland och Italien och som nu når vårt land, där flera av hans verk redan har framförts med framgång."
Librettot byggde på legenden om hertig Robert I av Normandie, far till Vilhelm Erövraren, som i vissa versioner anses ha varit son till Djävulen. Librettisterna utökade handlingen men en rad melodramatiska händelser. Handlingen återspeglade 'de fantasirika, legendfyllda element som fascinerade operapubliken 1830', en smakriktning härstammade från Parisuppsättningen 1824 av Carl Maria von Webers Der Freischütz (i fransk version som Robin des bois), som också innehåller en tveksam hjälte som får kontakt med en demon som lovar honom lycka.
Libretto var från början tänkt som en opéra comique i tre akter för Opéra-Comique-teatern. 1827 avbröt Meyerbeer arbetet med operan då teatern fick ekonomiska problem. I augusti 1829 beslöt kompositör och librettister att förnya verket till en femaktsversion för att matcha kraven från Parisoperan. Detta krävde avsevärd omarbetning av handlingen och nertoning av den komiska rollen Raimnaut (som försvinner efter akt 3, men vars krumsprång – inklusive det att spendera Bertrams pengar – fortsatte genom hela det tidigare librettot). Det innebar också att det traditionella "parbildandet" av älskande inom opéra comique (Robert/Isabelle är paralleller till de 'lågklassiga' Raimbaut/Alice) togs bort till förmån för ett fokus på Roberts mer diaboliska härkomst.
Operakontraktet, som specificerar verket som en "grand opéra i fem akter och sju scener", skrevs under av dåvarande operachefen Émile Lubbert den 29 december 1829. Meyerbeer fullbordade verket i Spa, Belgien i juni och juli 1830. Karaktäriseringen av verket som en 'grand opéra' placerade det i raden efter Aubers La muette de Portici (1828) och Rossinis Guillaume Tell (1829) i denna nya genre. Kompositören företog sig ytterligare arbete på opera i början av 1831 och överförde talad dialog till recitativ och lade till balettinslag såsom "Nunnornas balett" i akt 3, vilken skulle komma att bli ett av operans stora sensationer och som Henri Duponchel hade förslagit skulle ersätta den vardagliga scenen på berget Olympus. Han skrev också om de två stora mansrollerna Bertrand och Robert för att dessa skulle passa Nicolas Levasseur och Adolphe Nourrit.

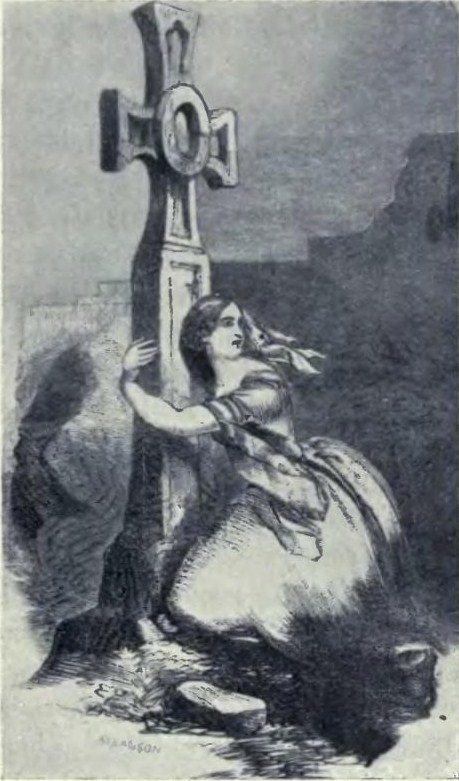
Jenny Lind som Alice. Efter en engelsk litografi från 1847.

Robert le Diable var Meyerbeers första opera för Paris, men var inte egentligen tänkt som Grand opéra utan som en opéra-comique. Scribe och Meyerbeer sadlade snabbt om när de hörde talas om Victor Léons duktiga team på den 1830-års nybildade Grand opéra. De ändrade det visuella i texten och lade till tärningspelspantomimen i första akten och helvetesdansen (valse infernal) i tredje akten, där Bertram åkallar de döda nunnorna.
Succén var gränslös vid premiären och det betraktades som en ny era i operahistorien, till och med Rossini och Wagner uttryckte sig i positiva ordalag och inom tre år hade man spelat operan över 100 gånger och snart hade man uppfört den över världens alla scener.
Operan har ett antal anslående melodier, till exempel; Isabelles kavatina i fjärde akten Robert, toi que j'aime Roberts siciliano i första akten O fortune, à ton caprice, viens, je livre mon destin! och Bertrams åkallelsearia i tredje akten i klosterscenen där han åkallar de fallna nunnorna ur gravarna till en bacchanal, Voici donc le débris du monastère antique, Nonnes qui reposez sous cette froide pierre, relevez-vous!, som uppnår avsevärt psykologiskt djup.
Även Roberts och Isabelles duett i andra akten bör nämnas  Avec bonté voyez ma peine.
Många tonsättare blev på något sätt påverkade av Robert le Diable, främst musikaliskt i orkestrering och uppbyggnad, en del av Wagners operor påminner ibland om Meyerbeer, och Verdis Don Carlos är influerad, särskilt tredje aktens final är lik Roberts final till tredje akten.
Efter första världskriget försvann praktiskt taget alla Meyerbeers operor från världens scener och det gällde även Robert le Diable, men den har börjat uppleva en renässans på senare tid och finns även inspelad på skiva.
Svensk premiär den 28 februari 1838 på Malmö Teater. I Stockholm hade operan premiär den 10 maj 1839 på det Gustavianska operahuset under titeln Robert av Normandie, med Jenny Lind i rollen som Alice. Operan framfördes i Stockholm 203 gånger fram till 1890.

## Uppförandehistorik

### Premiärsäsongen i Paris
Operan hade premiär den 21 november 1831 på Parisoperan. Succén berodde i stort på operans sångarstjärnor – Levasseur som Bertram, Nourrit som Robert — och för den provokativa "Nunnebaletten" i tredje akten med ballerinan Marie Taglioni. Koreografin till baletten utfördes av ballerinans fader Filippo Taglioni. Publikens lystna förtjusning över den skandalartade scenen skildrades väl av recensenten i Revue des Deux-Mondes: 
En samling stumma varelser glider genom valven. Alla dessa kvinnor kastar av sig sina nunnekläder, de skakar av sig gravens kalla kraft; plötsligt kastar de sig åter igen in i sitt forna livs nöjen; de dansar som backanter, de spelar som herrer, de dricker som sappörer. Vilken glädje att se dessa skira kvinnor... 
Balettens dekor var en innovativ och iögonenfallande design av Henri Duponchel och Pierre-Luc-Charles Ciceri. Duponchel hade också introducerat tekniska nyheter för iscensättningen, inklusie falluckor för andarnas plötsliga uppdykningar och försvinnanden. (Meyerbeer klagade över att spektaklet var för mycket och gjorde att hans musik hamnade i bakgrunden). Taglioni dansade rollen som abbedissan sex gånger i Paris; hon ersattes senare av Louise Fitzjames (som dansade rollen 232 gånger).
På Nourrits förslag gjorde Cornélie Falcon sin debut vid 18 års ålder på Opéra i rollen som Alice den 20 juli 1832. Trots rampfeber lyckades Falcon sjunga första arian felfritt och slutförde rollen med "lätthet och kompetens." Hennes tragiska gestaltning och mörka utseende gjorde hennes perfekt för rollen och hon gjorde ett levande intryck på publiken, vilken premiärkvällen bland annat bestod av Auber, Berlioz, Halévy, Maria Malibran, Giulia Grisi, Honoré Daumier, Alexandre Dumas den äldre och Victor Hugo. Efter att ha hört henne i rollen deklarerade Meyerbeer själv att hans opera äntligen var 'komplett'.

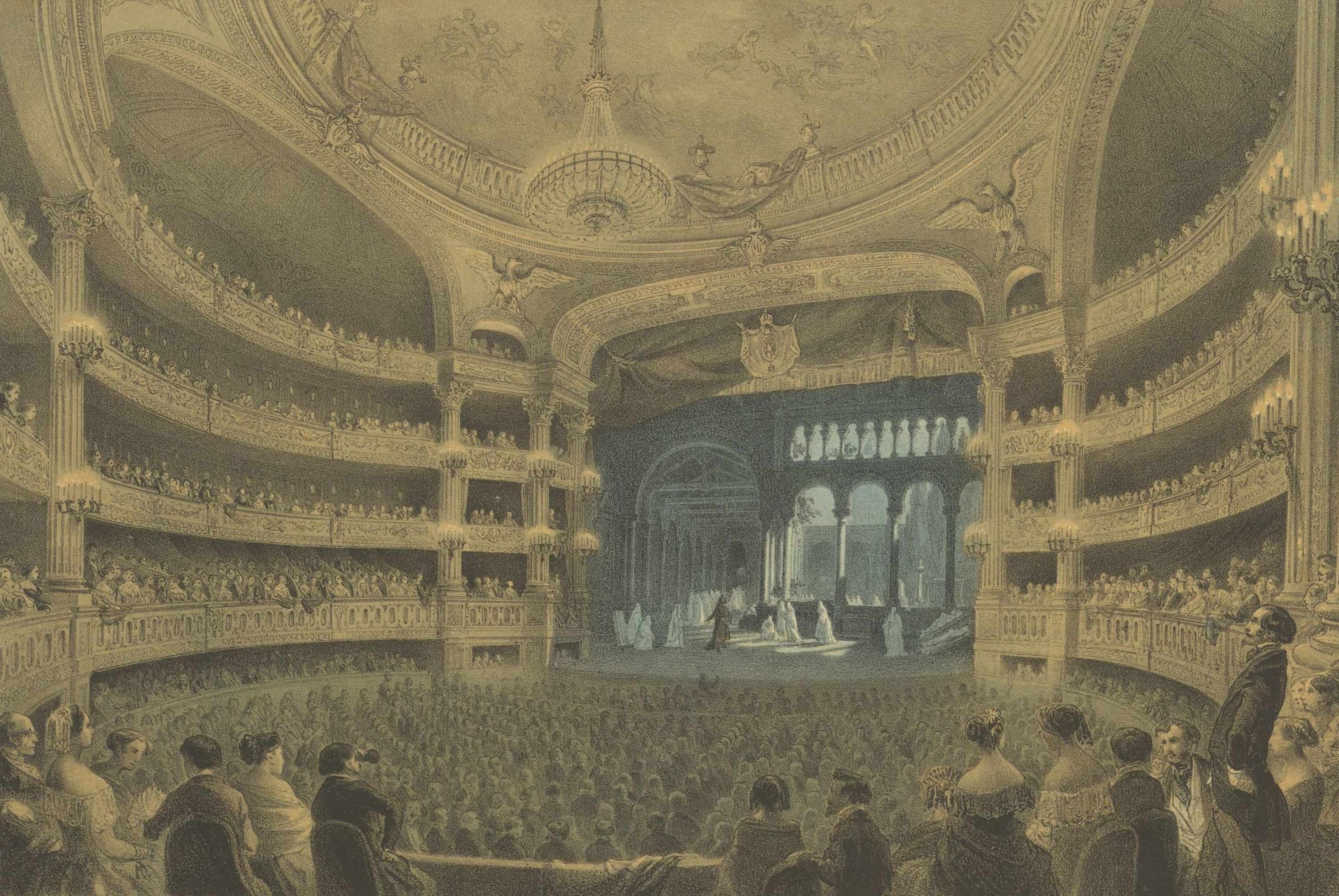
Akt 3 scen 2 av Robert på Paris Opéra (Salle Le Peletier), 1831

I april 1834 hade operan spelats fler än 100 gånger i Paris. Nourrit sjöng rollen som Robert fram till 1837, då han ersattes av premiärtenoren Gilbert Duprez, som Meyerbeer inte gillade i rollen; inte heller godkände han alternativet Lafont. Men han var imponerade av nykomlingen Giovanni Matteo di Candia och komponerade en nya aria till honom vilken framfördes vid hans debut den 30 november 1838. Marios debut blev starten på hans mycket framgångsrika karriär. Andra sångare i 1838 års nypremiär var Julie Dorus-Gras (Alice), Prosper Dérivis (Bertram) och François Wartel (Raimbaut). Vid Meyerbeers död 1864 hade operan framförts över 470 gånger bara i Paris.

### Tidiga föreställningar utanför Paris
En rad av föreställningar i Europa och USA satte fart på Meyerbeers karriär. En engelsk version av operan med titeln The Fiend-Father, av Rophino Lacy, sattes upp på Theatre Royal, Drury Lane den 20 februari 1832; originalversionen spelades på Haymarket Theatre den 11 juni samma år. Lacys version gavs även i New York den 7 april 1834. 1832 nådde operan Berlin, Strasbourg, Dublin och Liège; 1833 Bryssel, Köpenhamn, Wien och Marseilles; 1834 Lyon, Budapest, Haag, Amsterdam och Sankt Petersburg; 1835 (12 maj) spelades originalversione för första gången i USA på Théâtre d'Orléans i New Orleans. Italienska versioner gavs i Lissabon 1838 och i Florens 1840.
Meyerbeer vinnlade sig extra över uppsättningarna i London och Berlin. Han reste till London för att inspektera sångarna och uppsättningen för originalversionen och krävde att den tyska översättningen i Berlin gjordes av poeten Ludwig Rellstab, rekommenderade starkt att Taglioni och hennes far Filippo återengagerades och att Ciceris dekor skulle återskapas. Även om Taglioni dansade och dekoren återskapades, så utfördes översättningen så småningom av Meyerbeers vän Theodor Hell. Meyerbeer komponerade ytterligare balettmusik till Taglioni för uppsättningen i Berlin.
Den danske koreografen August Bournonville såg Fitzjames gestaltning av abbedissan i Paris 1841 och baserades sin egen koreografi, vilken användes i Köpenhamn mellan 1833 och 1863, på den. Denna koreografi, som har bevarats i sin helhet, är den enda versionen av Taglionis original.
1847 bevistade Felix Mendelssohn en Londonföreställning av Robert – en opera som han avskydde rent musikaliskt – för att höra Jenny Linds >Englandsdebut i rollen som Alice. Musikkritikern Henry Chorley, som var med Mendelssohn, skrev: "När jag skriver ser jag framför mig den leende Mendelssohn, vars glädje över Mdlle. Linds talang var gränslös, vända sig om och se på mig, som om all ångest hade försvunnit från hans inre."

### 1900-talet
I början av 1900-talet försvann Meyerbeers operor gradvis från scenen, delvis på grund av deras längd och höga omkostnader, delvis på grund av förtal från beundrare av Richard Wagners operor. 1898 hade George Bernard Shaw redan i The Perfect Wagnerite gjort narr av Robert och kommenterat att "dagens ungdom kan inte förstå hur någon kunde ta Meyerbeers inflytande på allvar."
Men trots det fortsatte uppsättningar av Robert att iscensättas i New Orleans och Nice 1901, i Paris (på Gaité Lyrique) 1911, i Barcelona 1917, på Wiener Volksoper 1921 och i Bordeaux 1928. Den första uppsättningen efter andra världskriget ägde rum i Florens 1968, en förkortad version med Renata Scotto och Boris Christoff. 1984 års nypremiär på Parisoperan med Rockwell Blake (Robert), Samuel Ramey (Bertram), Walter Donati (Raimbaut), Michèle Lagrange (Alice) och June Anderson (Isabelle) var den första uppsättningen där sedan 1893. 1999 sattes en ny uppsättning upp på statsoperan i Prag.
En källkritisk ny utgåva av Robert le diable av Wolfgang Kühnhold presenterades på Staatsoper Unter den Linden i mars 2000 med Jianyi Zhang (Robert), Stephan Rügamer (Raimbaut), Kwangchul Youn (Bertram), Marina Mescheriakova (Alice) och Nelly Miricioiu (Isabelle) dirigerad av Marc Minkowski.

### 2000-talet
En ny uppsättning av operan dirigerad av Laurent Pelly hade premiär på Royal Opera House i London den 6 december 2012, vilket var den första gången operan framfördes där sedan 1890.
På La Monnaie i Bryssel spelades ett konsertant framförande av Robert le Diable i april 2019 med Dmitry Korchak som Robert, Nicolas Courjal som Bertram och Lisette Oropesa som Isabelle, dirigerat av Evelino Pidò.

## Mottagande
Flera faktorer hade inverkan på operans mycket gynnsamma mottagande. Premiärbesättningen bestod av tidens ledande sångare och även senare introducerades lysande stjärnor (t. ex Falcon) som ersättare. Den sensationella handlingen och Nunnebalettens uppmärksamhet säkerställde att operan var ett hett ämne i tidningar och recensioner. Marknadsföringen sköttes av direktören Véron och förläggaren Schlesinger. Scenerierna var av yppersta kvalitet: "Det var en opera lika mycket att se som att höra, och det har sagts att den verklige hjälten bakom Robert le diable var Cicéri, dekoratören." Meyerbeer var angelägen om att hålla sig med inflytelserika personer vid sin sida. Till exempel så skickade han fribiljetter till Heinrich Heine. Naturligtvis visste affärsmannen Véron hur han skulle använda (och betala) klacken och dess ledare Augustin Levasseur. Men otvetydigt förtjänade nyhetsvärdet och musikkolören i Meyerbeers musik det största berömmet. Hans tyska musikträning i samband med hans mångåriga studier av operan i Italien var högeligen attraktivt för en Parispublik som 'endast bad om att bli förvånad och överraskad.' Kritikern Ortigue skrev att Meyerbeer 'direkt tog ställning i det vägval där italiensk sång och tysk orkestrering möttes.' Meyerbeer var lyhörd för ovanliga kombinationer och originell orkestrering, såsom användningen av låga bleckblåsinstrument och träblåsinstrument som spelar kromatiska passager associerade med Bertram; bruket av brassband och manskör för att karaktärisera demonerna i akt 3; och så vidare. Hector Berlioz var särdeles imponerad; han skrev en hel artikel i Revue et gazette musicale med titeln 'Om orkestreringen i Robert le diable ', vilken fastslog:
Robert le Diable framvisar de mest häpnadsväckande exemplen på instrumenteringens kraft när den appliceras på dramatisk musik; ... en kraft som nyligen har blommat ut för fullt hos M. Meyerbeer; en erövring av modern konst som till och med italienarna måste godkänna för att stadga upp sitt eget miserabla system så gott de kan ty det håller på att kollapsa helt.
Operan ansågs vara svag i karaktäriseringen. Till exempel Roberts tvehågsna beteende föranledde en kommentar att "det minst diabolisk i Robert le diable är Robert själv." Men kritikern Fétis uttryckte en åsikt med konsensus: "Robert le diable är inte endast ett mästerverk; det är även ett enastående verk inom musikhistorien ... det verker förena alla nödvändiga kvaliteter för att etablera en kompositörs orubbliga rykte."
Framgången med operan gjorde att Meyerbeer blev berömd. Kung Fredrik Vilhelm III av Preussen, som närvarade vid andra föreställningen av Robert, erbjöd snabbt Meyerbeer att komponera en tysk opera, och Meyerbeer bjöds in att sätta upp Robert i Berlin. I januari 1832 hedrades han med Légion d'honneur. Den äran – i samband med Meyerbeers välkända familjeförmögenhet – frammanade oundvikligen avund hos hans gelikar. Berlioz skrev: "Jag kan inte glömma att Meyerbeer endast var förmögen att övertala [Operan] att sätta upp Robert le diable ... genom att betala ledningen sextiotusen francs av sina egna pengar"; och Chopin klagade att "Meyerbeer var tvungen att arbeta i tre år och betala sina egna omkostnader för sitt uppehälle i Paris innan Robert le diable kunde sättas upp ... Tre år, det är lång tid – det är för mycket."

## Påverkan
Framgången med Robert fick avsevärda konsekvenser för Parisoperan, för musik, iscensättning och popularitet för 1800-talsoperan, samt för baletten.

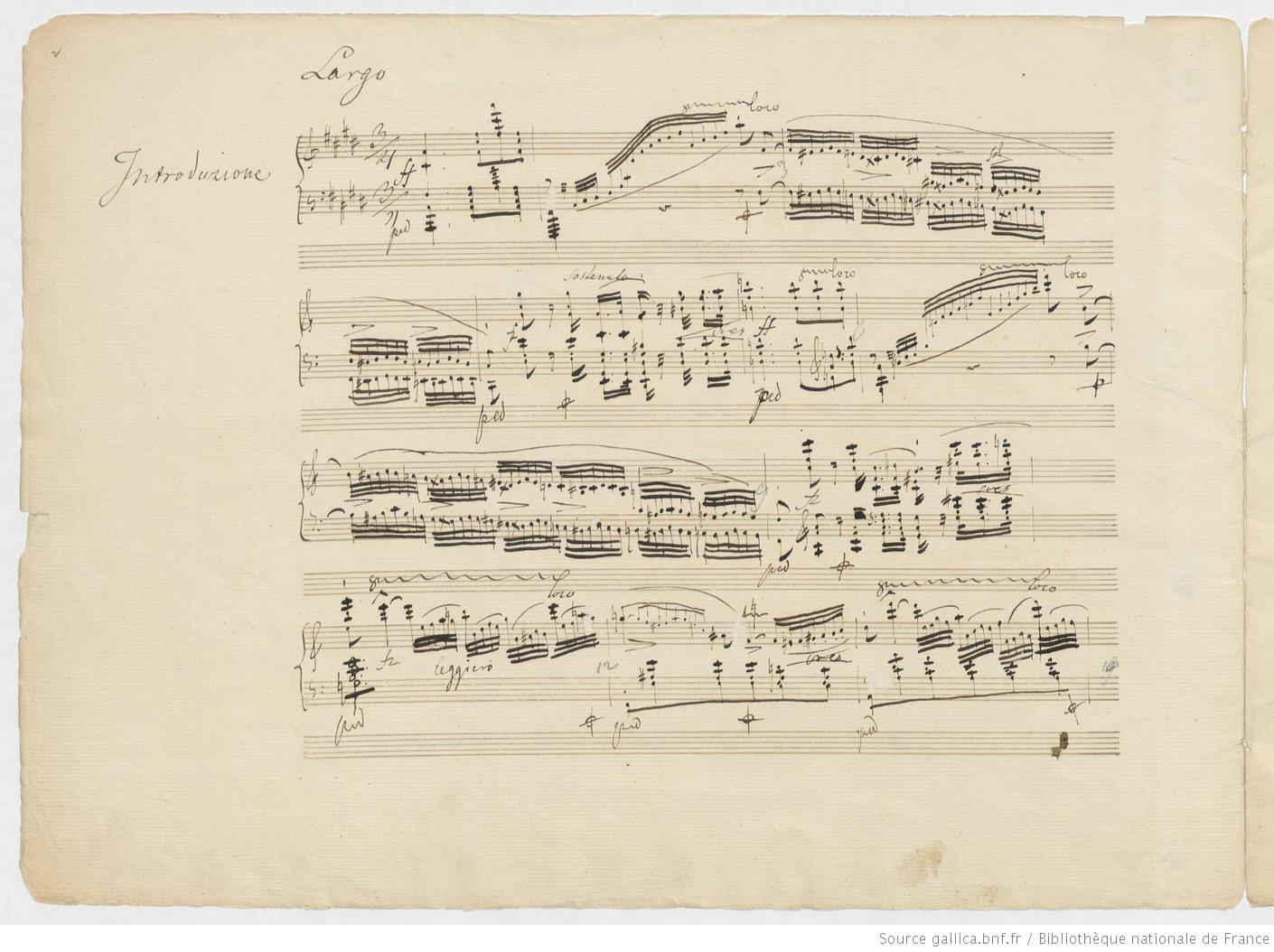
Första manuskriptsidan av Grand duo concertant på teman från Robert av Chopin och Franchomme

Operapremiärens lyckosamma tidpunkt, inte långt efter Julirevolutionen, och dess sensationella och nyskapande effekter, innebar att den vida kom att identifieras med de nya, liberal idéerna hos Julimonarkin. Som Berlioz kommenterade: "Meyerbeer hade inte endast turen att vara talangfull, men talangen att vara lyckosam." Honoré de Balzac (i sin novell Gambara) and Heinrich Heine (i sin dikt Angélique) är bara två av samtidens författare som uttryckte sin fascination över opera. Alexandre Dumas den äldre lät ett kapitel i Greven av Monte Cristo utspelas mellan två akter av Robert; och George Sand skrev om den i sin Lettres d'un voyageur. Det är den enda 1800-talsoperan att få en ros uppkallad efter sig.
Frånvaron av strikt historiskt innehåll i Robert spelade tveklöst in i en del av borgarklassens förkärlek för operan, fram tills då mest ansedd som primärt en aristokratisk underhållning. Operans succé rättfärdigade även regeringens policy av 'privatisering' i och med försäljningen av ägarskapet till Vérnon, och detta var ett landmärke i urvattningen av statens kontroll och delägande av de sköna konsterna. Även om Vérnon inte hade beställt den (då han kom till makten först efter revolutionen) var Robert hans första nya uppsättning som ledare för Parisoperan, och dess framgång garanterade hans försök med liknande verk. Bland dessa återfanns Meyerbeers Les Huguenots, Jacques Fromental Halévys La Juive och Daniel Aubers Gustave III. Även om den använde sig av 'samma bländande teaterretorik' som i Robert, ledde det till 'enhetligt skrämmande resultat' med 'gripande moralisk brådska'. De etablerade Paris som Europas operahuvudstad med Parisoperan som dess centrum i perioden 1830 till 1850.
Baletten i Akt 3 ansågs av några som den första ballet blanc (där ballerinan och corps de ballet alla är klädda i vitt) och blev en kommande favorit i 1800-talets repertoar. Senare exempel är Sylfiden (1832) (också koreograferad av Filippo Taglioni och dansad av hans dotter), Giselle (1841), Pas de Quatre (1845) och Sylfiderna (1909).
Musik från operan blev föremål för otaliga virtuosstycken vid tiden. Den briljanta transkriberingen av dess teman (Reminiscences de Robert le diable) utförd av kompositören och virtuosen Franz Liszt blev så populär att det blev hans varumärke: vid mer än ett tillfälle var han tvungen att avbryta sitt förutbestämda konsertprogram och spela den på begäran av publiken. Samma dag som den publicerades av Maurice Schlesinger såldes hela upplagan på 500 kopior ut och fick omedelbart ges ut i nytryck. Framgången med Robert sades ha räddat Schlesinger från konkurs. Frédéric Chopin och Auguste Franchomme komponerade gemensamt 1832 en Grand Duo concertant på teman från operan för cello och piano och den italienska pianisten och kompositören Adolfo Fumagalli komponerade en fantasi över operan för vänsterhanden som sitt opus 106.
Andra stycken som bygger på operan är verk av Adolf von Henselt och Jean-Amédée Méreaux.
Edgar Degas målade scenen med Nunnebaletten två gånger. Den tidiga versionen (1871) hänger på Metropolitan Museum of Art i New York. 1876 målade Degas en större version för sångaren Jean-Baptiste Faure (som hade sjungit rollen som Bertram); denna version finns på Victoria and Albert Museum i London.
Verkets popularitet gav upphov till många parodier och pastischer såsom ett av W. S. Gilbert, Robert the Devil, som hade premiär på Gaiety Theatre, London 1868. Det refereras till den i öppningsscenen av Andrew Lloyd Webbers "The Phantom of the Opera", där ett auktionsobjekt beskrivs som "Föremål 664: en träpistol och tre människoskallar från 1831 års uppsättning av "Robert le Diable" av Meyerbeer."

## Personer
| Roll                                                  | Röstläge  | l'Opéra Garnier 21 november 1831 Dirigent: François-Antoine Habeneck | Kungliga Teatern 10 maj 1839 Dirigent: Johan Fredrik Berwald |
| ----------------------------------------------------- | --------- | -------------------------------------------------------------------- | ------------------------------------------------------------ |
| Robert, hertig av Normandie                           | tenor     | Adolphe Nourrit                                                      | Julius Günther                                               |
| Bertram, hans vän                                     | bas       | Nicolas-Prosper Levasseur                                            | Fredrik Kinmansson                                           |
| Isabelle, prinsessa av Sicilien                       | sopran    | Laure Cinti-Damoreau                                                 | Mathilda Gelhaar                                             |
| Alice, bondflicka från Normandie                      | sopran    | Julie Dorus-Gras                                                     | Jenny Lind                                                   |
| Raimbaut, hennes trolovade                            | tenor     | Marcelin Lafont                                                      | Fredrik Habicht                                              |
| Alberti, en riddare                                   | bas       | Jean-Pierre Hurteau                                                  | Nils Almlöf                                                  |
| En vapenhärold                                        | tenor     | Jean-Étienne-Auguste Massol                                          | Carl Johan Pfeiffer                                          |
| Prinsen av Granada                                    | stum roll |                                                                      | Georg Dahlqvist                                              |
| En ceremonimästare                                    | tenor     |                                                                      | Pehr Adolf Wennbom                                           |
| En präst                                              | bas       |                                                                      | Carl Josua Preumayr                                          |
| Isabelles hovdam                                      | sopran    | Mme. Lavry                                                           | Wilhelmina Fundin                                            |
| Hėléna, abbedissa                                     | ballerina | Marie Taglioni                                                       | Sophie Daguin                                                |
| Riddare, hovfolk, soldater, bönder, munkar och nunnor | Kör       |                                                                      |                                                              |

## Handling
Robert le Diable är en variant på Faustsagan, där en ängel och en djävul strider om en människa.

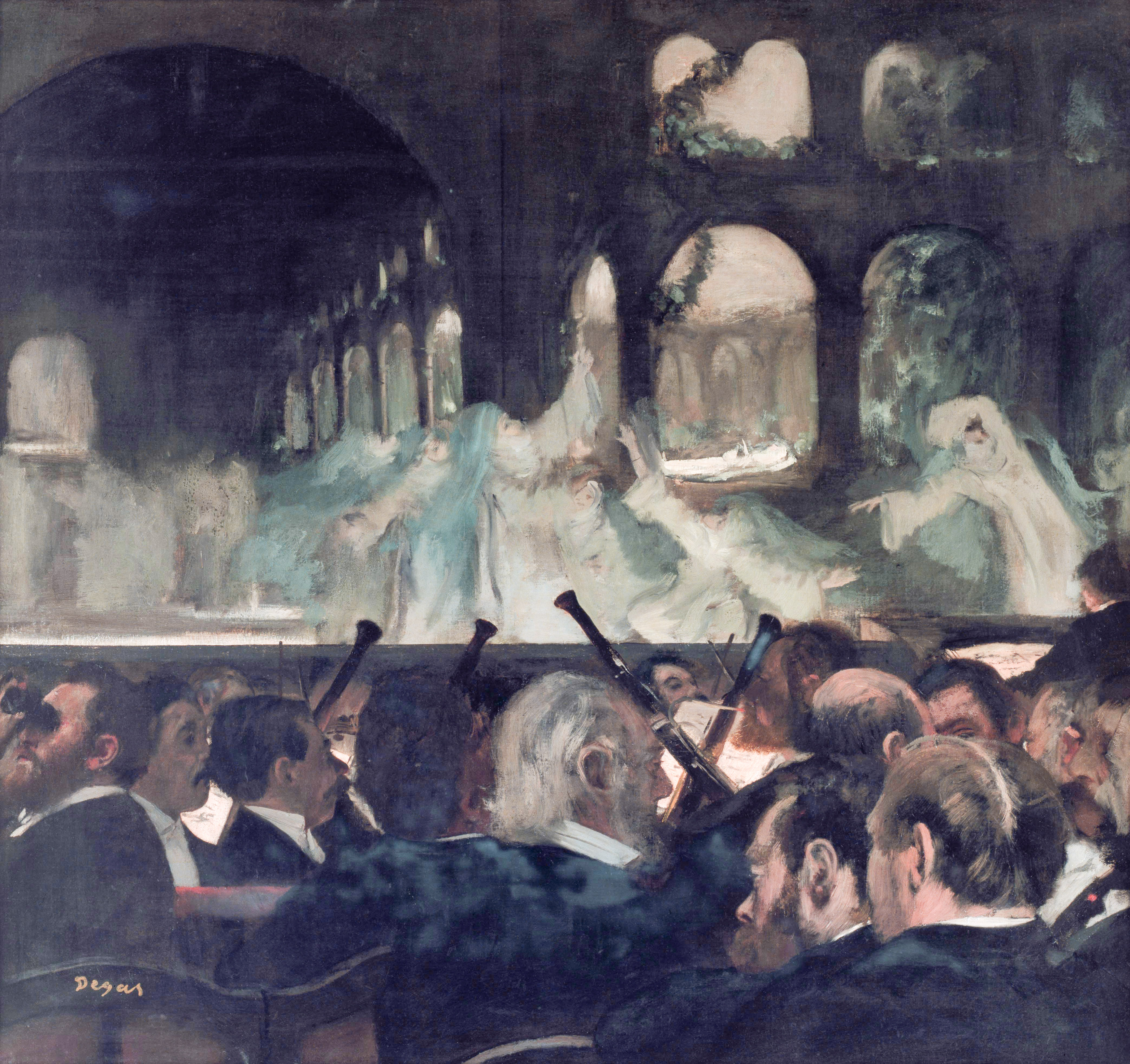
Nunnornas balett av Edgar Degas, 1876.

### Akt 1
Vid Palermos kust
Robert och hans mystiske vän Bertram tillhör en grupp av riddare som förbereder sig för att tävla i en tornering om prinsessan Isabelles hand. De hyllar vin, kvinnor och spel (Versez à tasses pleines). Roberts väpnare Raimbaut sjunger en ballad om en vacker prinsessa från Normandie som gifte sig med en djävul; prinsessan fick sonen Robert, mer känd som 'le diable'. Robert avslöjar indignerat att han är den sonen och dömer Raimbaut till döden. Raimbaut ber om nåd och berättar för Robert att han är förlovad. Robert mjuknar och överväger frågan om droit de seigneur. Raimbauts fästmö anländer; Robert känner igen henne som sin fostersyster Alice och benådar Raimbaut. Alice säger till Robert att hans mor har dött och att hennes sista ord var en varning för mörka krafter (Va! Va! dit-elle). Hon överräcker moderns testamente. Robert är för uppskakad för att läsa det och ber Alice att bevara det. Robert uttrycker sin längtan efter sin älskade Isabelle och Alice erbjuder sig att ge henne ett brev. Alice varnar Robert för Bertram men han avfärdar det. Påhejad av Bertram spelar Robert med riddarna och förlorar alla sina pengar inklusive sin rustning.

### Akt 2
Ett rum i palatset i Palermo
Isabelle sörjer över Roberts bortavaro och befarar att deras giftermål aldrig kommer äga rum (En vain j’espère). Hon gläds när hon får Roberts brev. Robert anländer och paret gläds över att vara tillsammans igen. Isabelle förser honom med en ny rustning till tornerspelet. Robert förbereder sig då Bertram plötsligt kommer in och övertalar Robert att bege sig till en närbelägen skog där han påstår att prinsen av Granada, hans rival om Isabelle, vill slåss mot honom. När Robert har givit sig av samlas hovet för att fira bröllopet. Prinsen av Granada kommer in och ber Isabelle att förse honom med vapen till tornerspelet. Isabelle beklagar att Robert har försvunnit men gör sig redo att öppna spelen. I en aria prisar hon ridderskapet (La trompette guerrière).

### Akt 3
Landsbygden utanför Palermo

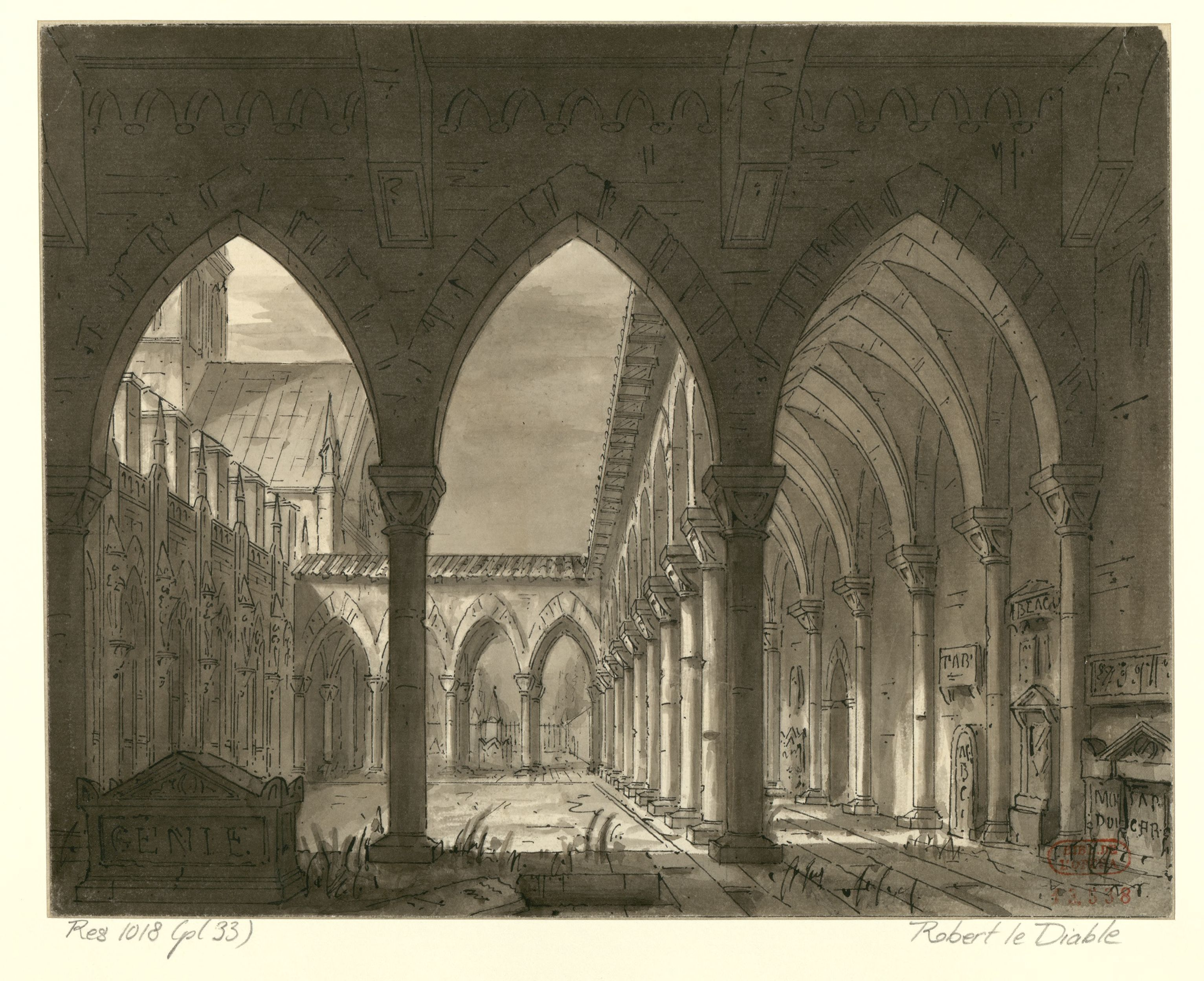
Skiss av en outnyttjad dekor till Akt 3, scen 2 (Ciceri, c. 1831)

Bertram möter Raimbaut och ger denne en säck med guld och råder honom att inte gifta sig med Alice då hans nya rikedom kommer attrahera många kvinnor (Ah! l’honnête homme). Raimbaut ger sig av och Bertram njuter av att ha korrumperat honom. Bertram avslöjar att Robert, som han är högst tillgiven, är hans son. Han beger sig in i en närbelägen grotta för att åkalla helvetets andar. Alice kommer och uttrycker sin kärlek till Raimbaut (Quand je quittai la Normandie). Hon hör märklig sång inifrån grottan och bestämmer sig för att lyssna; hon får reda på att Bertram kommer förlora Robert för alltid om han inte kan övertala denne att ge sin själ till djävulen vid midnatt. När Bertram kommer ut från grottan inser han att Alice har hört allting (Mais Alice, qu’as-tu donc?). Han hotar henne och hon lovar att hålla tyst. Robert anländer i sorg över Isabelle. Bertram berättar för honom att han kan vinna henne åter om han tar en magisk gren från den heliga Rosalias grav på den närbelägna klostret. Trots att dådet är helgerån kommer grenen skänka Robert magiska krafter. Robert försäkrar att han ska vara modig och göra som Bertram sagt. Bertram leder Robert till klostret. Nunnornas andar reser sig från sina gravar uppkallade av Bertram (Nunnornas balett). De hyllar ett liv av dryck, spel och lust. Robert tar en gren och motar bort alla andar som omger honom.

### Akt 4
Ett rum i palatset

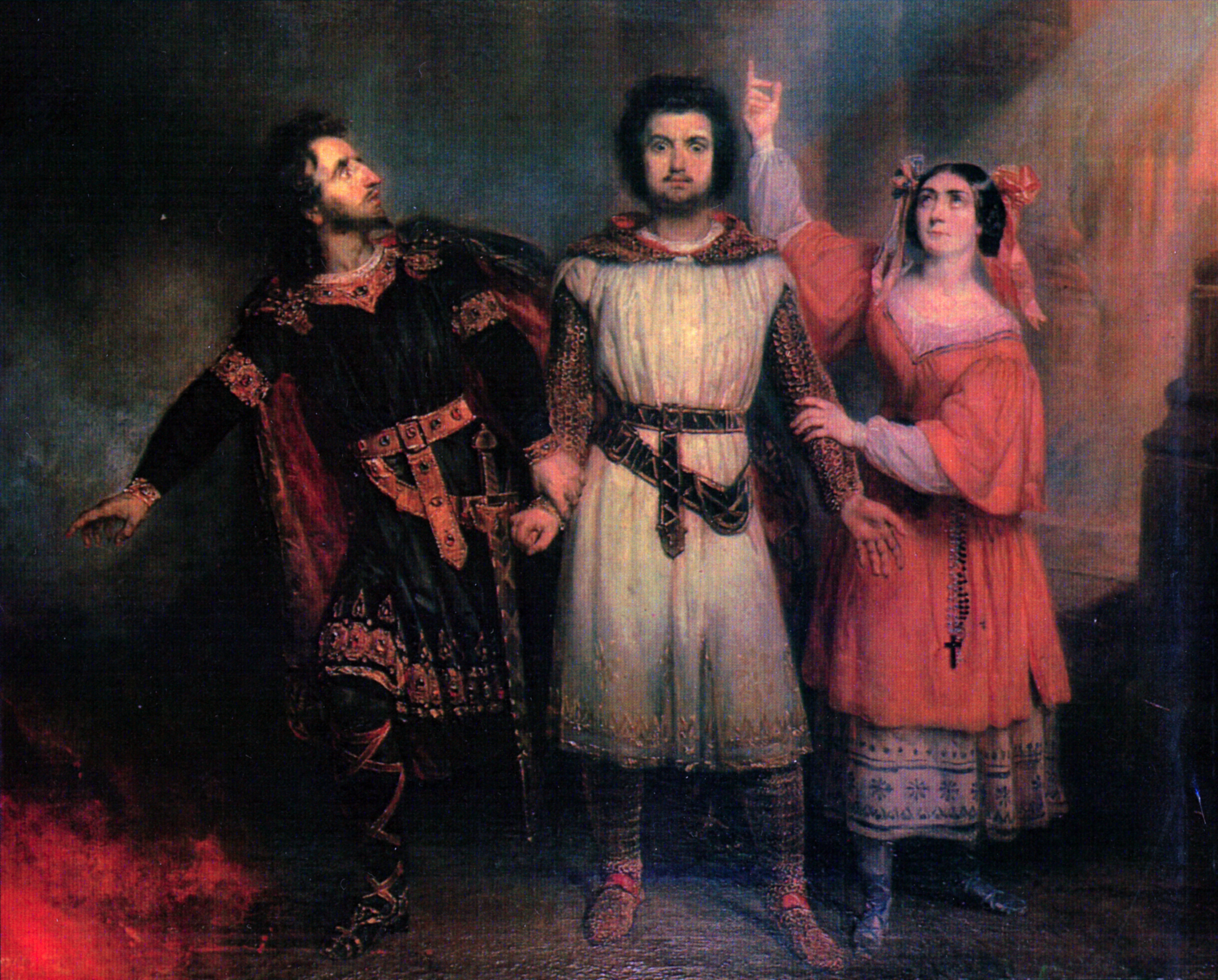
Akt 5 scen 1 med Levasseur, Nourrit och Falcon, målning av kostymören François-Gabriel Lépaulle (1835)

Isabelle förbereder sig för bröllopet med prinsen av Granada. Alice rusar in och berättar vad hon har fått veta om Robert, men hon avbryts av prinsens sändebud vilka kommer in med gåvor. Robert kommer in och med grenens makter fryser han alla till is, förutom honom själv och Isabelle. Besvärad av den kraft han frammanat erkänner han för Isabelle att han använder sig av trolldom, men ber henne att inte förkasta honom. Hon förklarar honom sin kärlek och ber honom att ångra sig (Robert, toi que j'aime). Robert bryter grenen i två delar och förtrollningen upphör. Han grips av Isabelles vakter.

### Akt 5
Utanför katedralen i Palermo
En grupp av munkar prisar kyrkans makt. Bertram har frigivit Robert från vakterna och de två anländer för att förhindra bröllopet mellan Isabelle och prinsen av Granada. Bertram försöker förmå Robert att skriva under det dokument i vilket han lovar att tjäna Bertram i all evighet. Han avslöjar för Robert att han är hans riktiga far och Robert bestämmer sig för att underteckna pappret såsom en lydig son. Innan han kan göra så kommer Alice med nyheten att prinsen har hindrats att gifta sig med Isabelle. Alice ber om gudomlig hjälp (Dieu puissant, ciel propice) och överlämnar moderns testamente till Robert. I brevet varnar hon honom för mannen som förförde och ruinerade henne. Robert vacklar. Midnattstimmen slår och tiden är ute för Roberts kupp. Han dras ner till helvetet. Robert återförenas med Isabelle i katedralen.

## Kosymdesign till premiäruppsättningen
Kostymerna utfördes av François-Gabriel Lépaulle.

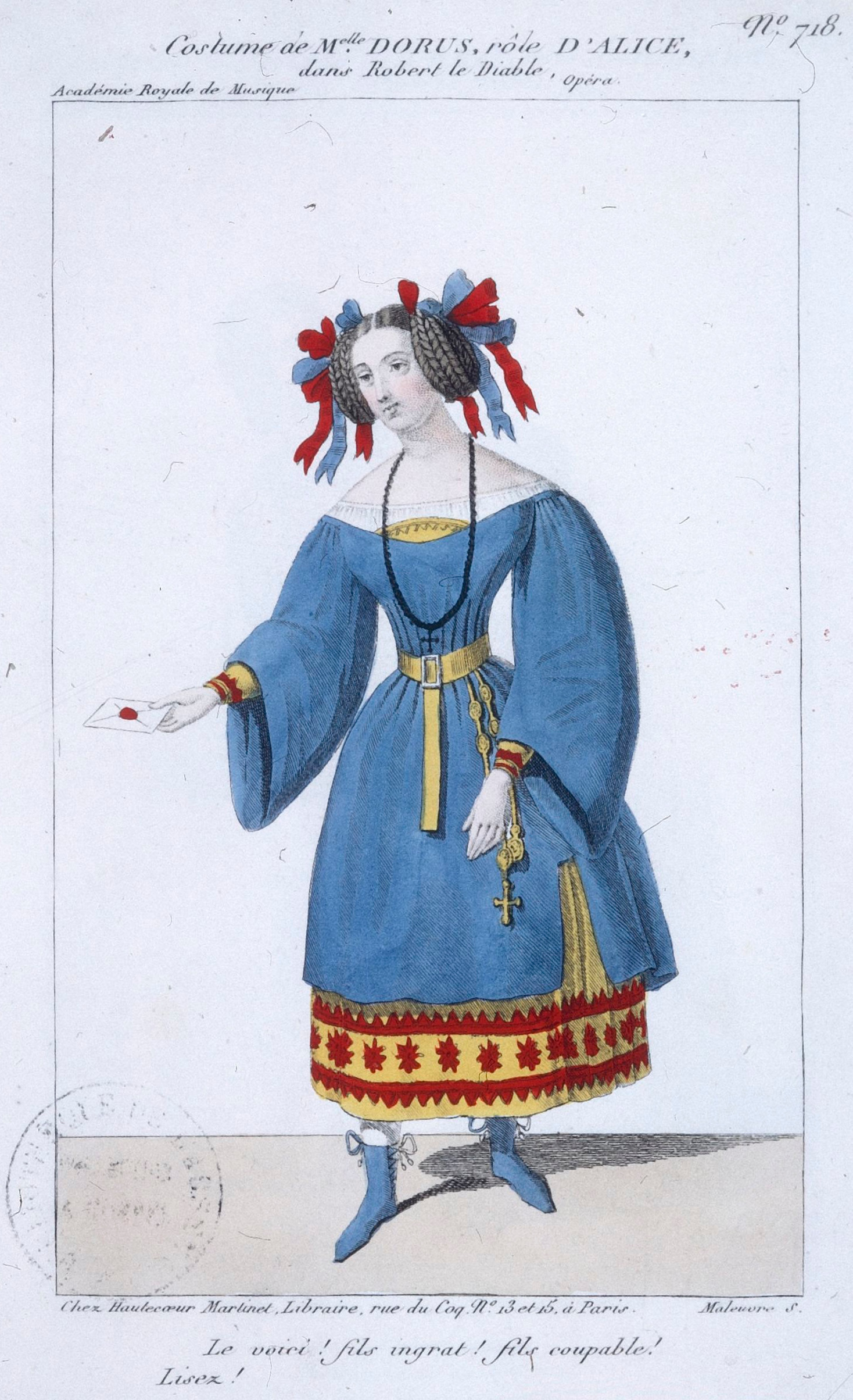
Dorus-Gras som Alice
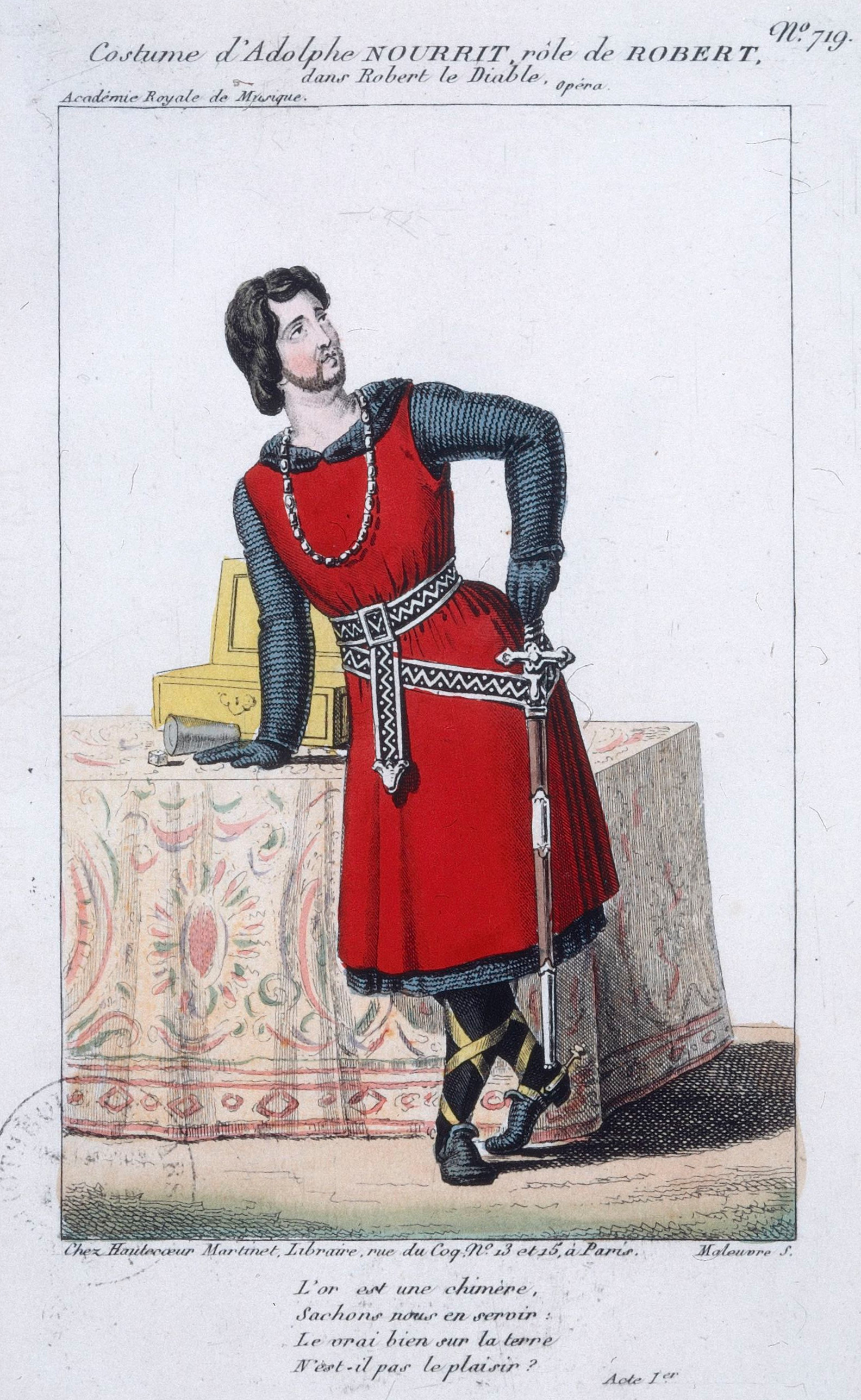
Nourrit som Robert
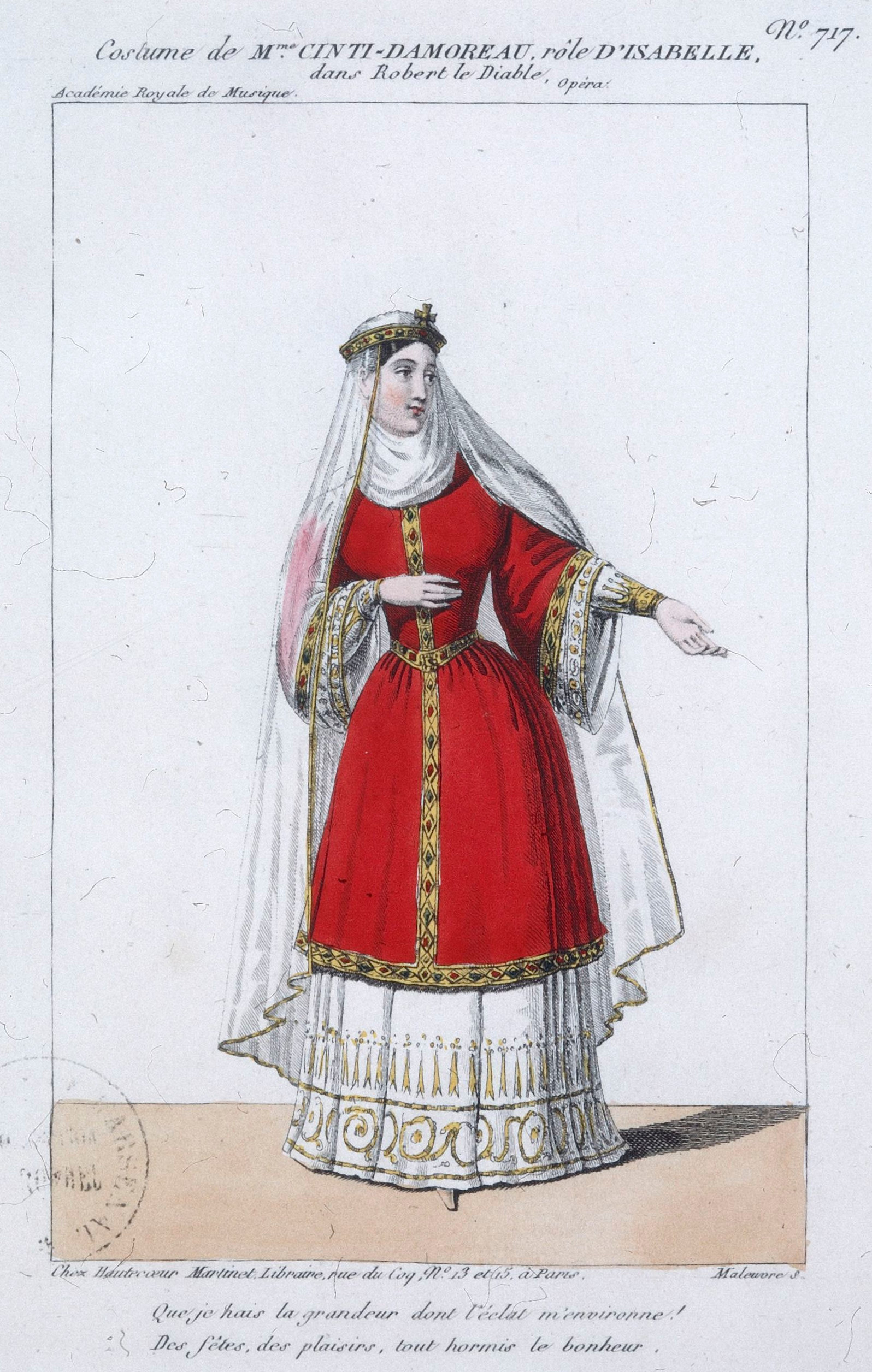
Cinti-Damoreau som Isabelle
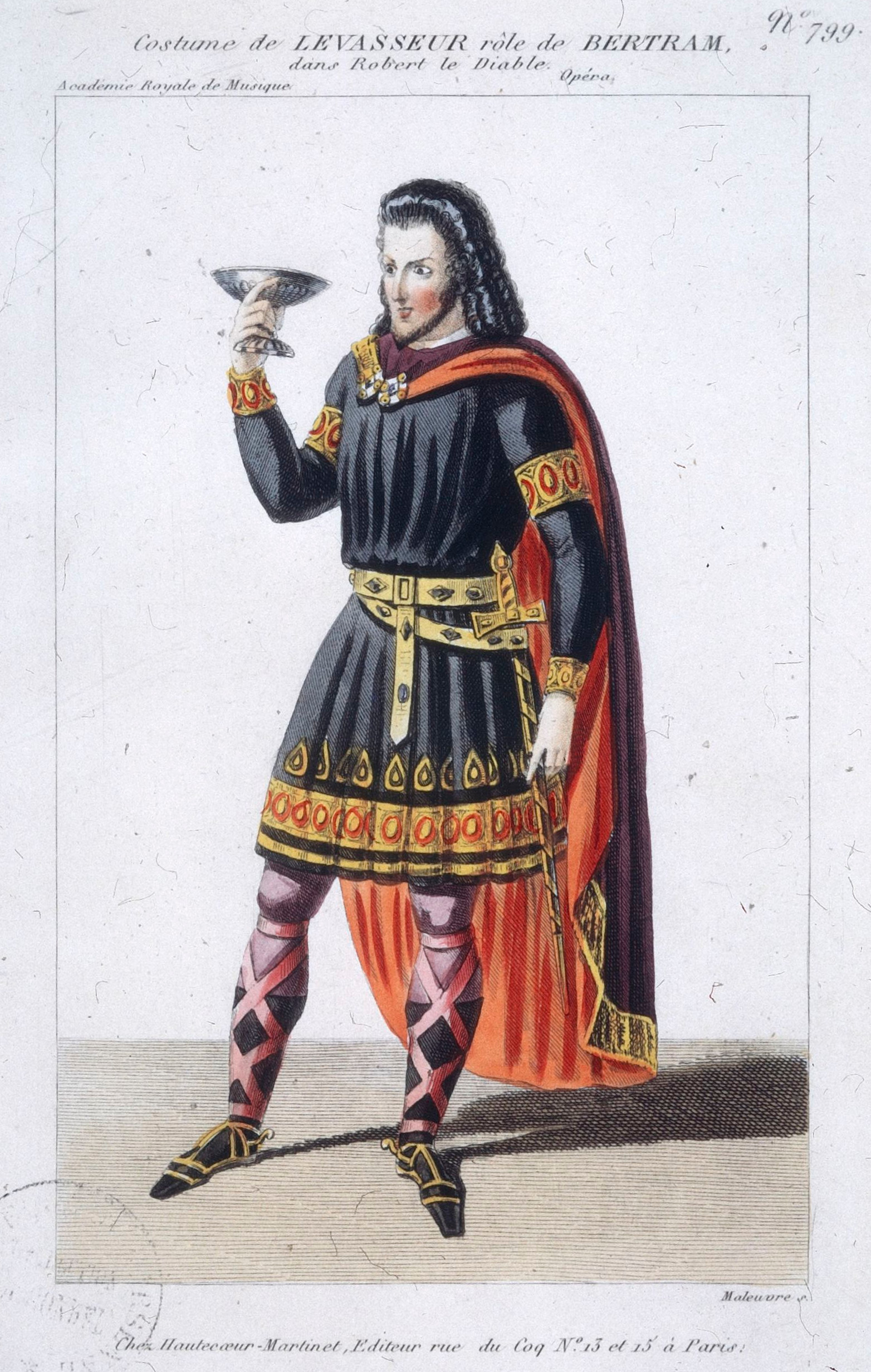
Levasseur som Bertram
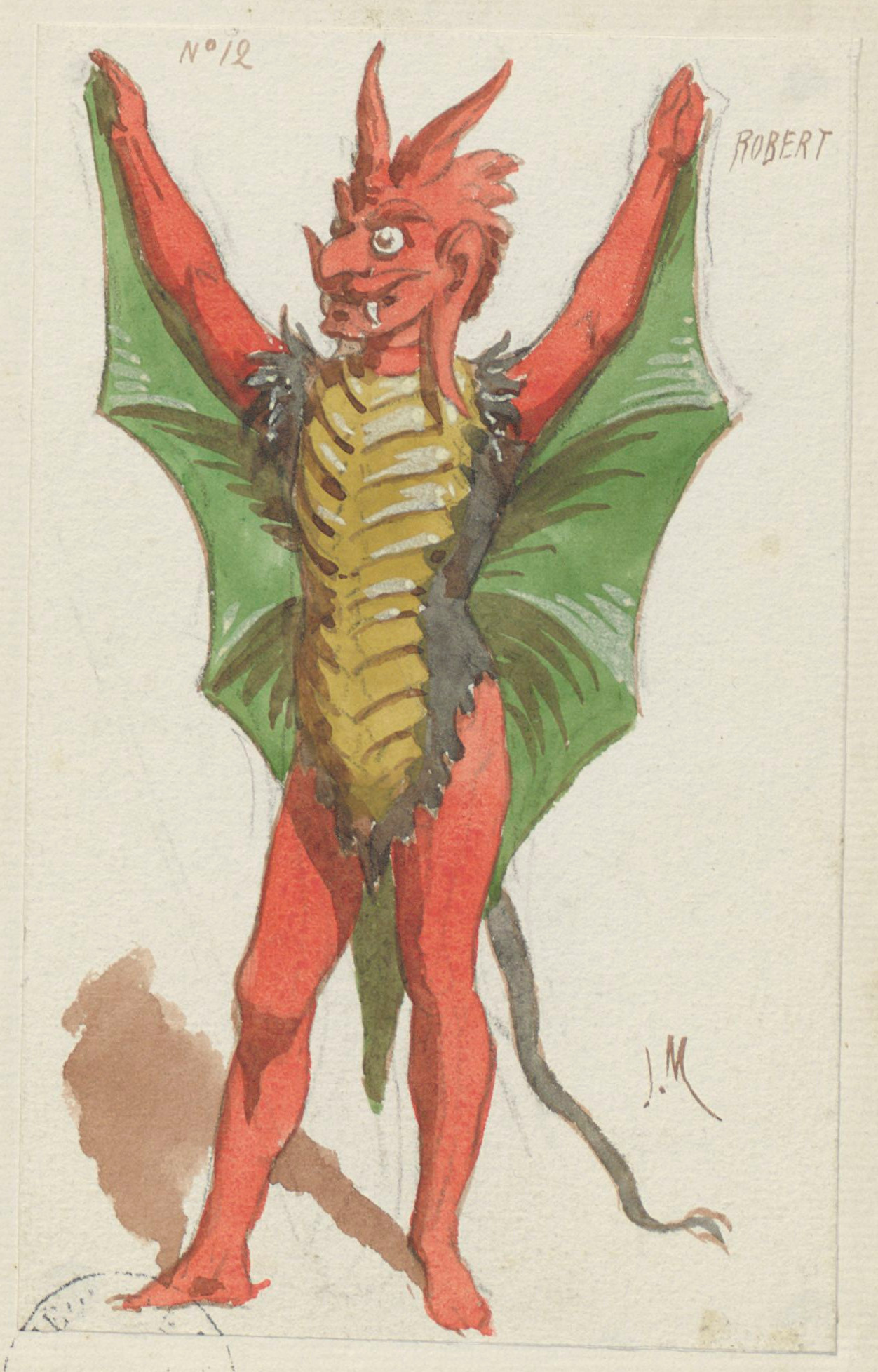
Kostym till en djävul

## Dödsolyckan på Stockholmsoperan
Den 4 april 1877 framfördes Robert af Normandie för 178:e gången på Stockholmsoperan med bland andra Oscar Arnoldson som Robert, Anders Willman som Bertram, Louise Pyk som Isabelle och Dina Edling som Alice. Under nunnornas balett i tredje aktens final råkade ballerinan Sophie "Fiken" Dahl med sin tunna klänning komma för nära en av de facklor som djävlarna bar med sig och klänningen fattade eld. På bara några sekunder var hon helt omvälvd av flammor. Gasmästare Siverts var den som först hann fram till henne och försökte kväva elden med sin rock. Strax fick han hjälp av korvaktmästare Fredriksson, men de lyckades inte få omkull den panikslagna Dahl. Maskinmästare Lindström som suttit på parkett tog sig upp på scen. Han fick omkull Dahl och med sin kropp kvävde han elden. Dahl fördes omgående till Serafimerlasarettet, men hennes liv gick inte att rädda. Hon avled följande morgon. Hennes begravning ägde rum den 10 april på Norra kyrkogården.